# تصور کن (آلبوم)
تصور کن (به انگلیسی: Imagine) دومین آلبوم جان لنون است که در سال ۱۹۷۱ ضبط و تولید شده‌است. این آلبوم دارای آهنگ‌های ملایم‌تر نسبت به آلبوم قبلی لنون با نام جان لنون/پلاستیک اونو باند است. این آلبوم در سال ۲۰۰۳ محبوب‌ترین اثر جان لنون در نظر گرفته شد. رولینگ استون تصور کن را ۷۶ امین آلبوم برتر تاریخ قرار داده‌است.

## فهرست آهنگ‌ها
همهٔ آهنگ‌ها توسط جان لنون نوشته شده‌است ولی آهنگ اُه عشق من توسط یوکو اونو نوشته شده‌است.
Side one
1. «تصور کن» - ۳:۰۱
2. «افلیج در باطن» - ۳:۴۷
3. «مرد حسود» - ۴:۱۴
4. «خیلی سخت است» - ۲:۲۵
5. «من نمی‌خواهم سرباز شوم» - ۶:۰۵

Side two
1. "برخی حقایق رو به من بده" - ۳:۱۶
2. "اُه عشق من" - ۲:۴۴
3. "چگونه می‌خوابی؟" - ۵:۳۶
4. "چگونه؟" - ۳:۴۳
5. "اُه یوکو!" - ۴:۲۰

## چارت‌ها
| چارت (۷۲–۱۹۷۱)                     | رتبه |
| ---------------------------------- | ---- |
| Australian Kent Music Report Chart | ۱    |
| Canadian RPM Albums Chart          | ۲    |
| Dutch Mega Albums Chart            | ۱    |
| Japanese Oricon LPs Chart          | ۱    |
| نروژ VG-lista                      | ۱    |
| جدول موسیقی آلبوم‌های بریتانیا      | ۱    |
| آمریکا بیلبورد ۲۰۰                 | ۱    |
| چارت کنترل رسانه                   | ۱۰   |

| چارت (۱۹۷۱)            | رتبه |
| ---------------------- | ---- |
| چارت آلبوم‌های هلند     | ۹    |
| چارت (۱۹۷۲)            | رتبه |
| چارت آلبوم‌های استرالیا | ۱۳   |
| چارت آلبوم‌های هلند     | ۳۰   |
| چارت آلبوم‌های ژاپن     | ۱۳   |
| چارت (۱۹۸۱)            | رتبه |
| چارت آلبوم‌های هلند     | ۹۹   |
| چارت آلبوم‌های بریتانیا | ۷۳   |

### مجوزها
| منطقه                   | گواهی‌نامه‌ها |
| ----------------------- | ----------- |
| بریتانیا (بی‌پی‌آی)       | طلا         |
| ایالات متحده (آرآی‌ای‌ای) | ۲× پلاتینوم |